# Rock Aid Armenia
Rock Aid Armenia (znane również jako Live Aid Armenia) – humanitarne przedsięwzięcie brytyjskiego przemysłu muzycznego, mające na celu zebranie środków na pomoc osobom dotkniętym trzęsieniem ziemi w Armenii w 1988.
Na projekt, który został zainicjowany, a potem koordynowany przez dziennikarza Jona Dee, składały się single, album muzyczny i film dokumentalny. Na potrzeby przedsięwzięcia założono wytwórnię Life-Aid Armenia Records, która zajmowała się produkcją i dystrybucją płyt. Dochód z przedsięwzięcia wyniósł ponad 100 tys. dolarów.

## Single

### What’s Going On
Pierwszym projektem Rock Aid Armenia był remake utworu Marvina Gaye, „What’s Going On”, w nagraniu którego udział wzięli: Boy George, David Gilmour, grupa Aswad, Errol Brown, Richard Darbyshire, Gail Ann Dorsey, Nick Heyward, Mykaell S. Riley, Labi Siffre, Helen Terry, Ruby Turner, Elizabeth Westwood i Reggae Philharmonic Orchestra. Na stronie B singla umieszczono utwór ormiańskiego muzyka Djivana Gasparyana grającego na duduku, „A Cool Wind Is Blowing”.

### Smoke on the Water
Głównym przedsięwzięciem projektu stało się ponowne nagranie przeboju grupy Deep Purple „Smoke on the Water” przez grupę gwiazd rocka. Singiel, nagrany 8 lipca 1989 w zabytkowym Metropolis Studios w Londynie, znalazł się na UK Top 40 Singles Chart. 

#### Wykonawcy
Wokal:
- Ian Gillan
- Bruce Dickinson
- Paul Rodgers
- Bryan Adams

Gitary:
- Brian May
- David Gilmour
- Tony Iommi
- Ritchie Blackmore
- Alex Lifeson

Gitara basowa:
- Chris Squire

Instrumenty klawiszowe:
- Geoff Downes
- Keith Emerson

Perkusja:
- Roger Taylor

Producentem utworu miał być John Paul Jones z Led Zeppelin, ale ostatecznie zostali nimi Gary Langan i Geoff Downes. Na stronie B singla umieszczono utwór grupy Black Sabbath „Paranoid”.
W 1990 roku piosenka została ponownie wydana z alternatywnym miksem, na stronie B znalazł się utwór „Black Night” zespołu Deep Purple.
Sesje nagraniowe do nagrania zostały sfilmowane i wydane w tym samym roku na wideo jako Rock Aid Armenia: The Making of Smoke on the Water, wraz z wywiadami i teledyskiem do singla. Producentem filmu był Paul Lovell.

### Rock and Roll
Ostatnim projektem z oryginalnych wydawnictw Rock Aid Armenia był remake utworu „Rock and Roll” zespołu Led Zeppelin. Wydany w 1991 roku, z udziałem wokalisty Rogera Daltreya (The Who), basisty Steve’a Harrisa i perkusisty Nicko McBraina (Iron Maiden) oraz gościnnym udziałem znanych tenisistów Johna McEnroe i Pata Casha na gitarach.

## Album
Remake utworu Smoke on the Water został wydany w 1990 na albumie The Earthquake Album wraz z innymi przebojami podarowanych przez znanych wykonawców. Płyta była pierwszym brytyjskim albumem charytatywnym, który zdobył rangę złotej płyty.

### Spis utworów
1. Rock Aid Armenia – Smoke on the Water 90 (4:07)
2. Free – All Right Now  (4:15)
3. Rush – The Spirit of Radio  (4:58)
4. Rainbow – Since You Been Gone  (3:18)
5. Black Sabbath – Headless Cross  (5:03)
6. Genesis – Turn It On Again  (3:45)
7. Yes – Owner of a Lonely Heart  (4:27)
8. Emerson, Lake and Palmer – Fanfare for the Common Man  (2:57)
9. Whitesnake – Fool for Your Loving  (4:17)
10. Asia – Heat of the Moment  (3:50)
11. Starship – We Built This City  (4:51)
12. Foreigner – Juke Box Hero  (4:05)
13. Iron Maiden – Run to the Hills  (3:54)
14. Deep Purple – Black Night  (3:27)
15. Mike and the Mechanics – Silent Running  (4:09)

## Film
Film Rock Aid Armenia: The Earthquake Video, został wydany w 1990 równolegle z wydaniem albumu The Earthquake Album.

### Spis utworów
1. Emerson, Lake and Palmer – Fanfare for the Common Man
2. Bon Jovi – Livin’ on a Prayer
3. Gary Moore – After the War
4. Iron Maiden – Run to the Hills
5. Black Sabbath – Headless Cross
6. Led Zeppelin – Dazed and Confused
7. Asia – Heat of the Moment
8. Foreigner – Hearts Turn to Stone
9. Mike and the Mechanics – Silent Running
10. The Firm – Satisfaction Guaranteed
11. Deep Purple – Perfect Strangers
12. Genesis – Mama
13. Pink Floyd – One Slip
14. Rush – The Spirit of Radio
15. Yes – I've Seen All Good People
16. Rock Aid Armenia – Smoke on the Water '90